# Ørting
Ørting er en by i Østjylland med 660 indbyggere  (2025), beliggende 22 km nordøst for Horsens, 26 km syd for Aarhus og 5 km syd for Odder. Byen hører til Odder Kommune og ligger i Region Midtjylland.
Ørting hører til Ørting Sogn, og Ørting Kirke ligger i den vestlige ende af byen. Ørting Mose har et meget rigt insektliv og mange fuglearter.

## Faciliteter
- Ingo tankstation
- I 2024 åbnede, på privat initiativ af to borgere[3], en Min Købmand i det tidligere Ørting Handelsplads lokaler. Handelspladsen med 16 ansatte gik konkurs 9. december 2013.[4] Men købmandens hustru stiftede et selskab, og lokale borgere lånte butikken penge, så den kunne åbne igen 14. marts 2014.[5]. Handelpladsen lukkede 1 dec. 2023 da ejeren gik på pension.
- Salon M og Blomsten, en frisør og blomsterbutik, har i dag til huse i samme bygning som Min Købmand. Denne åbnede samtidig med Min Købmand i 2024, hvor Salon M flyttede fra Smedegade.
- Oscar biludlejning
- Ørting Hallen ligger i den lille bebyggelse Falling Skov midt mellem Ørting og landsbyen Falling. Her holder Ørting-Falling Ungdoms- og Gymnastikforening (ØFUG) til. Den tilbyder badminton, fitness, gymnastik, tennis og volleyball.[6]
- Falling har forsamlingshus med plads til 150 gæster, fordelt på 2 sale.[7]
- Midttrafik betjener Ørting med bus 306 mellem Horsens og Odder.

## Historie
I 1904 blev Ørting beskrevet således: "Ørting (1302: Yrthinge) med Kirke, Præstegd., Skole, Fattiggaard (opr. 1883, Plads for 26 Lemmer), Sparekasse for Ø.-Falling Sogne (opr. 1883...Antal af Konti 409), Mølle, Teglværk og Telefonstation." Falling Sogn var anneks til Ørting Sogn, så de to sogne udgjorde én sognekommune.

### Skoler
Ørting Sogns skole fra 1894 lå ved Ørting Kirke, og Falling Sogns skole lå i Ålstrup. I mange år diskuterede man om de to skoler skulle moderniseres eller der skulle bygges én fælles skole. Beboerne ville helst beholde to skoler, men i 1958 besluttede sognerådet at bygge en ny skole. Man købte 1,7 ha jord fra gården Margrethelyst, så der også var plads til boldbaner og senere hallen. Ørting-Falling Centralskole blev indviet i 1961. Den gamle skole fungerede i 1964-1970 som sognerådslokale for Ørting-Falling sogneråd. Ørting-Falling menighedsråd købte i 1996 skolen af Odder Kommune. I 2008 kunne man efter to års ombygning indvie den som sognehus.
Centralskolen havde ca. 100 elever, da Odder Byråd nedlagde den i 2011. Samtidig åbnede Margrethelyst Friskole i folkeskolens tidligere lokaler, og i marts 2013 havde den 120 elever. Friskolen blev udvidet med en børnehave i 2015, da den kommunale "Blæksprutten" blev lukket. Et forsøg på at lave overbygning op til 9. klasse slog fejl og elevtallet faldt. Støtteforeningen måtte i februar 2019 beslutte at lukke skolen, da der kun var udsigt til 30 elever i det følgende skoleår. Så skole, børnehave og vuggestue lukkede 28. juni 2019. Bygningerne blev sat til salg, og der blev berammet tvangsauktion 19. november 2019.
Men inden tvangsauktionen blev skolen købt af Fonden Ørting – eller bare "Ørting" – som er en speciel skole i byen med botilbud for unge med autisme, Aspergers syndrom, OCD, NLD og andre beslægtede udviklingsforstyrrelser. Ørting mangler plads og mærker stor efterspørgsel fra kommunerne. Og man vil gerne udvide stedet til et egentligt autismecenter, der kan rådgive og vejlede og holde kurser. Ørting har nu 26 unge i bodelen og 14-18 dagelever. Ørting har nu 45 medarbejdere, og der vil komme 15 til med udvidelsen.

### Jernbanen
Ørting havde station på Horsens-Odder Jernbane (1904-67). I 1905 opførte en privatmand et cikorietørreri ved Gyllingvej 200 m nordøst for stationen. Han solgte i 1915 tørreriet til De Danske Cikoriefabrikker, som i 1896 havde overtaget det danske kaffetilsætningsmærke Rich's. Trods den korte afstand til stationen standsede godstogene sommetider ud for fabrikken. Her blev tørret roer og cikorierødder indtil 1957, hvor produktionen flyttede til Sjælland.
Stationsbygningen er bevaret på Horsensvej 155. 1 km af banens tracé er blevet til en asfalteret sti mellem Alrøvej og Gyllingvej. Falling havde også station på Horsens-Odder Jernbane. Her er stationsbygningen bevaret på Aakjærvej 40.

### Genforeningssten
Mellem kirken og præstegårdshaven står en sten, der blev afsløret 15. juni 1921 til minde om Genforeningen i 1920.